# Little Dark Age
Little Dark Age (с англ. — «Маленький тёмный век») — четвёртый студийный альбом американской инди-рок группы MGMT, выпущенный 9 февраля 2018 года на звукозаписывающем лейбле Columbia Records. Это первый альбом группы с новым материалом, выпущенный спустя 5 лет после их одноименного третьего студийного альбома.

## Обложка альбома
Обложка альбома представляет собой иллюстрацию с обложки первого номера фэнзина Witness to the Bizarre, выпускавшегося в 1989 году в Нью-Йорке.

## Мнение критиков
Согласно отзывам на сайте-агрегаторе Metacritic, альбом получил средний рейтинг 77/100, основанный на 25 обзорах, что соответствует в целом благоприятным отзывам.

## Список композиций
Все тексты написаны Эндрю Ванвингарденом, вся музыка написана Эндрю Ванвингарденом и Беном Голдвассером, кроме случаев, перечисленных ниже.
| №                   | Название                 | Текст песни               | Музыка                                                    | Длительность |
| ------------------- | ------------------------ | ------------------------- | --------------------------------------------------------- | ------------ |
| 1.                  | «She Works Out Too Much» |                           |                                                           | 4:38         |
| 2.                  | «Little Dark Age»        |                           |                                                           | 4:59         |
| 3.                  | «When You Die»           | Ванвингарден, Ариэль Пинк | Ванвингарден, Голдвассер, Пинк                            | 4:23         |
| 4.                  | «Me and Michael»         |                           |                                                           | 4:49         |
| 5.                  | «TSLAMP»                 |                           | Ванвингарден, Голдвассер, Джеймс Ричардсон                | 4:29         |
| 6.                  | «James»                  |                           |                                                           | 3:52         |
| 7.                  | «Days That Got Away»     |                           | Ванвингарден, Голдвассер, Патрик Уимберли, Коннан Мокасин | 4:44         |
| 8.                  | «One Thing Left to Try»  |                           |                                                           | 4:20         |
| 9.                  | «When You're Small»      | Ванвингарден, Голдвассер  | Ванвингарден, Голдвассер, Ричардсон                       | 3:30         |
| 10.                 | «Hand It Over»           |                           |                                                           | 4:14         |
| Общая длительность: | Общая длительность:      | Общая длительность:       | Общая длительность:                                       | 44:25        |